# Astylosternus laurenti
Espèce
Statut de conservation UICN

 EN B1ab(iii)+2ab(iii) : En danger
Astylosternus laurenti est une espèce d'amphibiens de la famille des Arthroleptidae.

## Répartition
Cette espèce est endémique de l'Ouest du Cameroun. Elle se rencontre dans une zone d'environ 120 km de long sur 20 km de large à environ 80 km au Nord de Douala sur le mont Manengouba et le plateau Bamileke de 400 à 850 m d'altitude.

## Étymologie
Cette espèce est nommée en l'honneur de Raymond Ferdinand Laurent .

## Publication originale
- Amiet, 1978 : Les Astylosternus du Cameroun (Amphibia, Anura, Astylosterninae). Annales de la Faculté des Sciences du Cameroun, vol. 23/24, p. 99-227.